# Ustad Mansur
Pour les articles homonymes, voir Mansur.

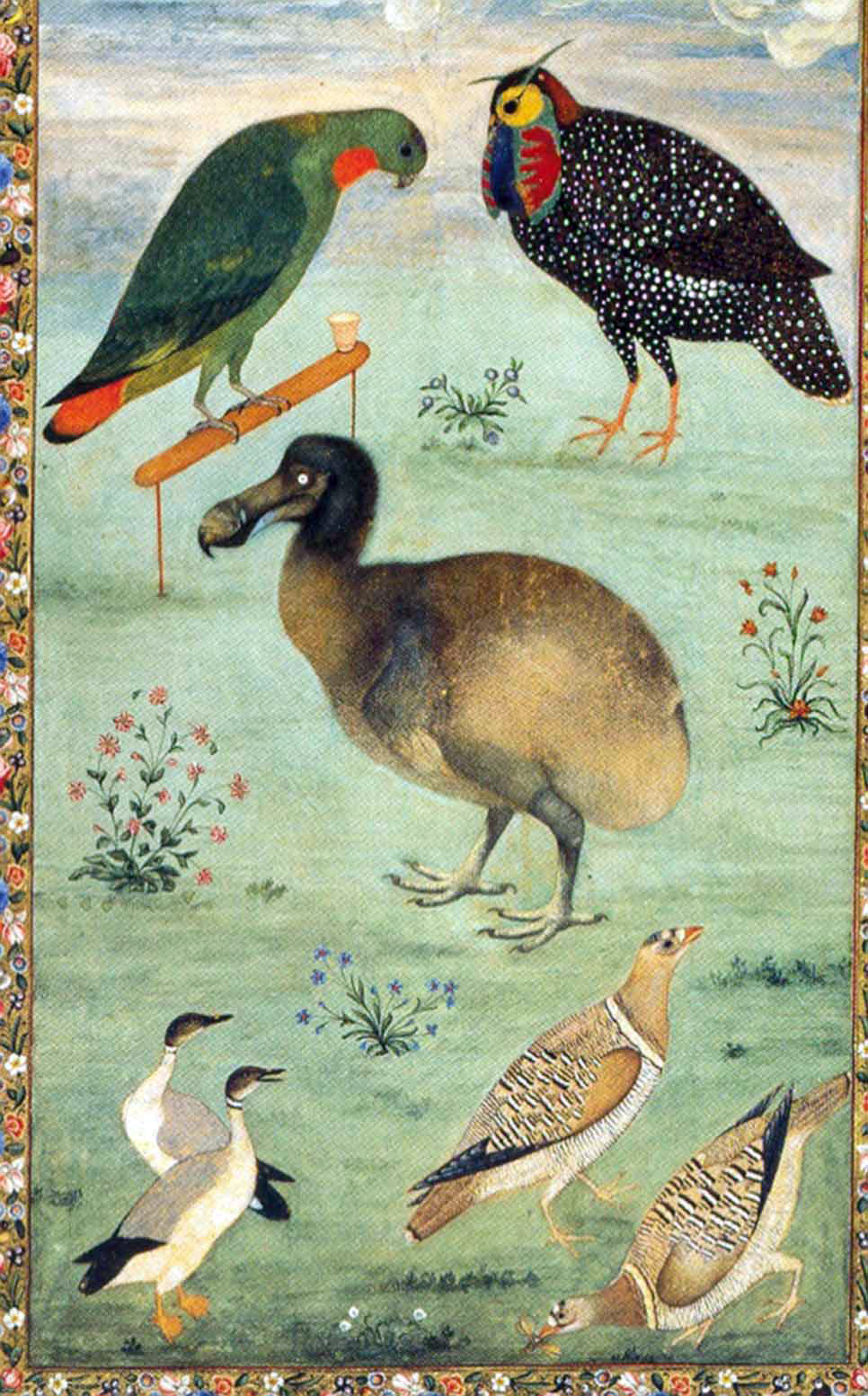
Miniature d'Ustad Mansur, vers 1624. Dodo parmi d'autres oiseaux rares en Inde moghole.

Ustad Mansur, connu aussi sous le simple nom de Mansur, est un peintre moghol du XVIIe siècle, actif principalement entre 1590 et 1624. Peintre animalier et de fleurs ainsi que peintre de cour, son art se caractérise par une étude rigoureuse et détaillée de la nature qu'il a fixée dans de nombreuses miniatures. Sa célébrité est reconnue unanimement dans le monde entier, mais plus particulièrement dans le monde indien. 
Il est bien représenté au Musée national d'Inde, au Bharat Kala Bhavan de Varanasi, au Chhatrapati Shivaji Maharaj Vastu Sangrahalaya de Mumbai, au Victoria and Albert Museum, au British Museum et au Metropolitan Museum of Art de New York ainsi qu'au Musée des Beaux-Arts de Boston.

## Style
Mansur étudie, d'abord dans l'atelier que l'empereur Moghol Akbar entretient dans son palais, en tant que « peintre des bordures ». Dans cet atelier l'héritage de la miniature persane, avec ses codes stricts, est dépassé par un style naturaliste où les animaux apparaissent plus vivants. Ceci semble relever d'un élément propre à la culture indienne, la sympathie pour le monde animal, qui est dépeint en détails naturalistes et avec des traits propres, chaque fois, à tel animal particulier, sa physionomie. En aucun cas il ne s'agit d'une image qui pourrait être sujet d'adoration, comme dans l'art ancien de l'Inde, les peintres moghols n'accordent quasi aucune place aux émotions et au spirituel dans leurs miniatures. Les peintures révèlent plutôt la curiosité du prince, comme Jahangir, pour les animaux et les plantes étonnantes. Tout devant être dépeint, selon le vœu du prince, avec une rigoureuse attention au détail, une infinie patience et l'exactitude scientifique « afin que l'émerveillement dont ils sont l'objet par voie de bouche à oreille s'en trouve ainsi accru » . Ce qui correspondait aussi aux descriptions précises que Jahangir a laissé, et ces animaux pouvaient faire partie des cadeaux princiers, à l'époque de Mansur. En 1620, Jahangir, émerveillé par la floraison printanière, commanda à Mansur des études florales dont ce dernier fit plus d'une centaine. Ce motif, les plantes en fleurs, fut, probablement grâce à ces études minutieuses, le motif préféré de la génération suivante, tant en peinture, comme bordure des miniatures, dans les ornements d'architecture que dans l'ornementation des tissus.
Ustad Mansur tient sa célébrité à cette « précision scientifique » dans ses études de nature, plantes et animaux au style naturaliste. Les peintres Abu'l Hasan, Farrukh Beg, Govardhan, 'Inayat, Manohar, Muhammad Nadir, Murad (ou Mirar) et Pidarath, dans le même atelier, travaillaient sur les mêmes motifs mais dans des styles différents.

## Galerie d'images

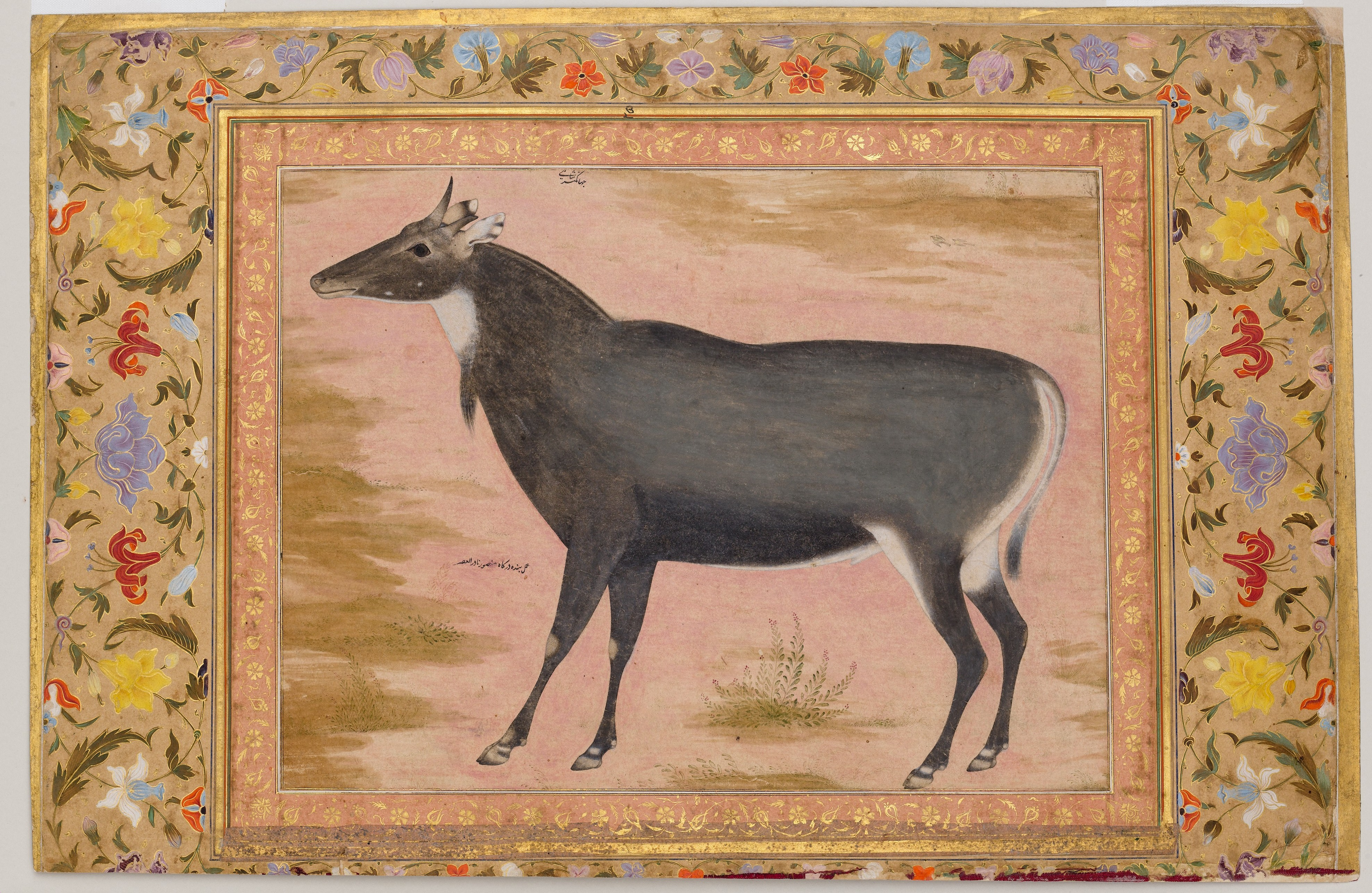
Une antilope Nilgaut, aquarelle opaque réalisée sous le règne de Jahangir (1605–27). Album de Shah Jahan. Metropolitan Museum of Art, New York.
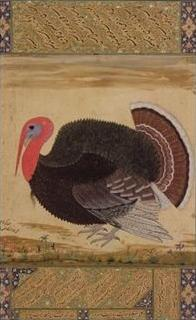
Un dindon apporté à la cour de Jahangir en 1612 depuis Goa, aquarelle opaque, vers 1612, Victoria and Albert Museum
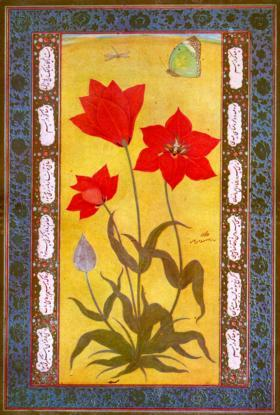
Une tulipe rouge, la seule peinture de fleur connue signée par Ustad Mansur
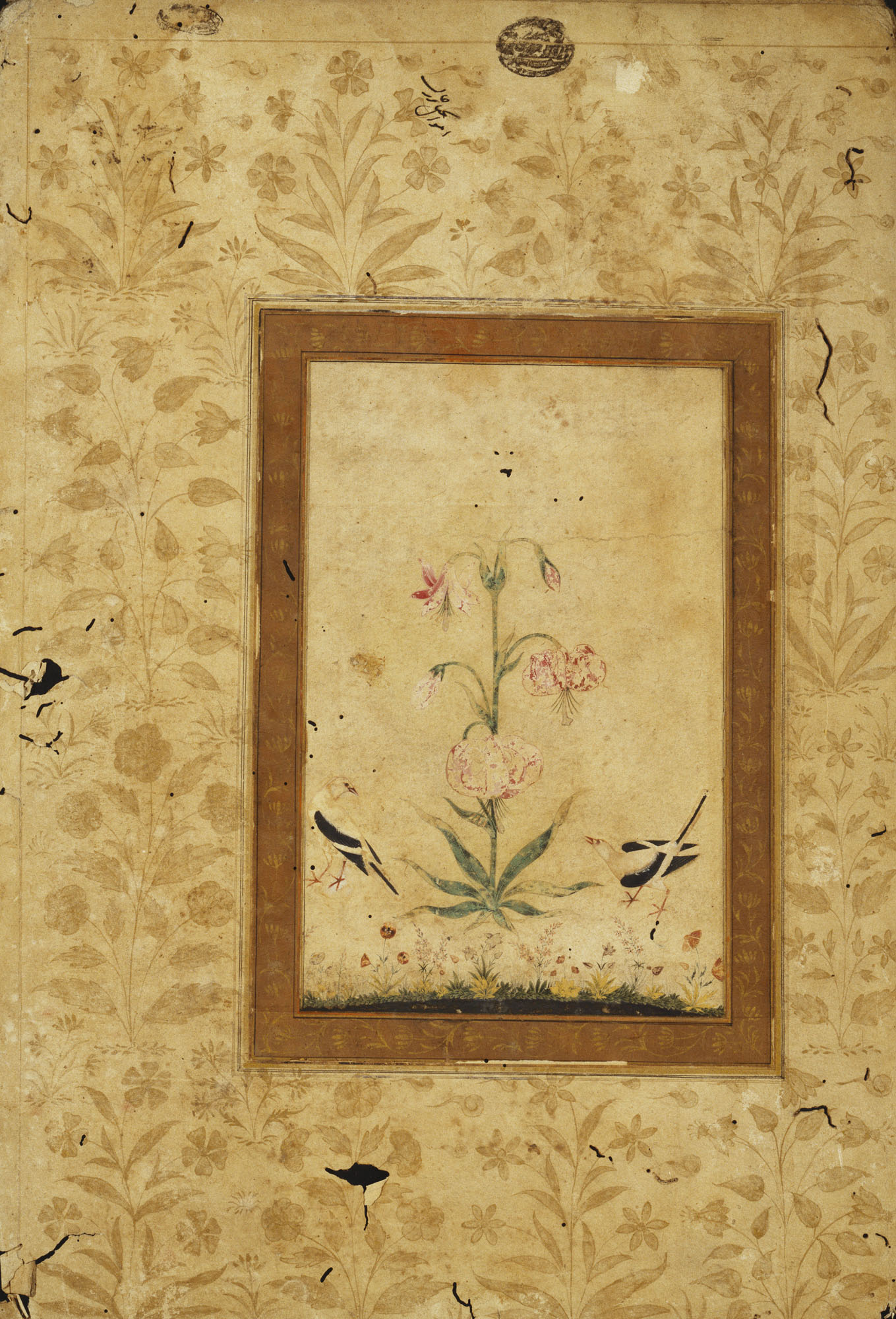
Fleur et oiseaux. Attribué à Mansur
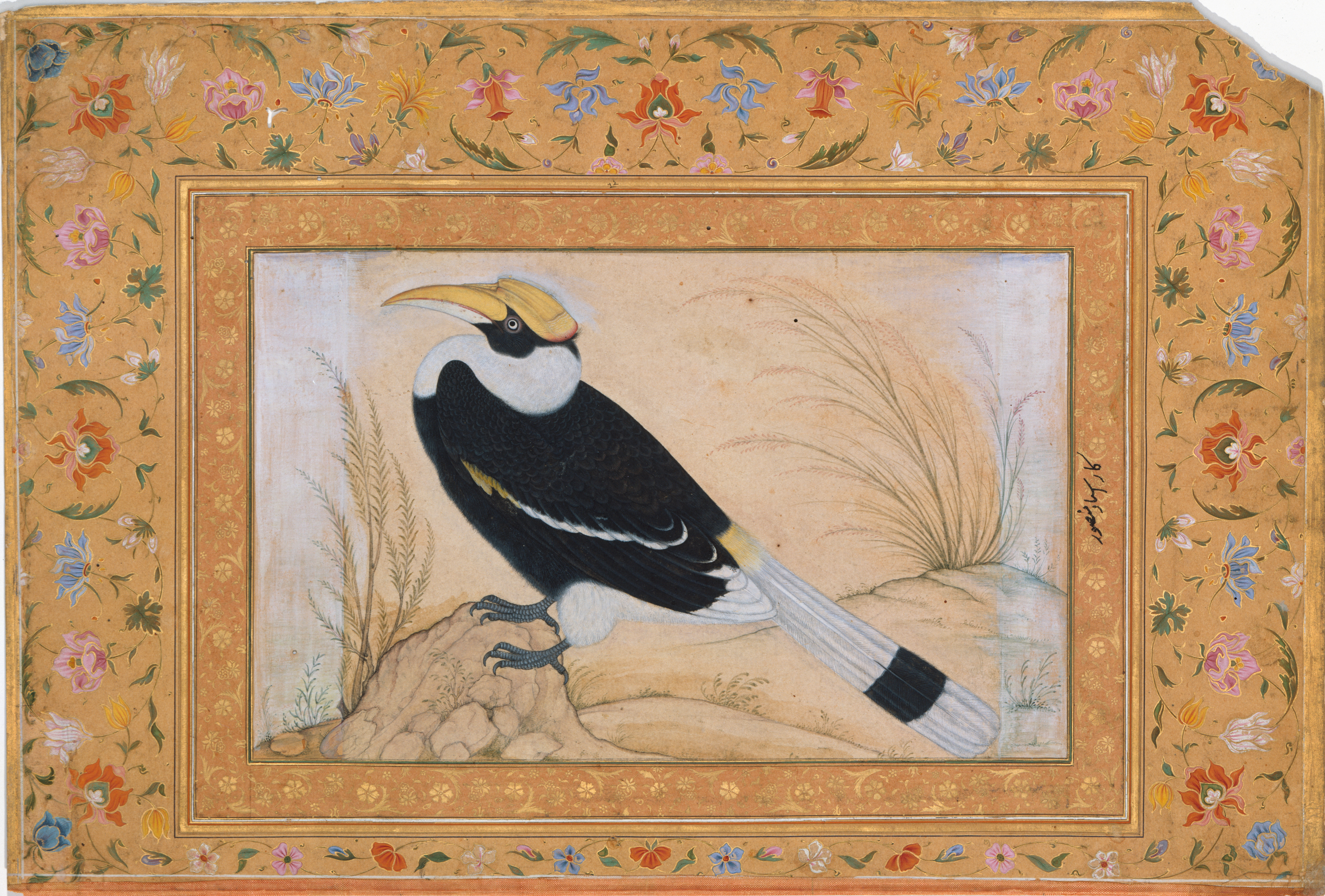
Calao. Attribué à Mansur
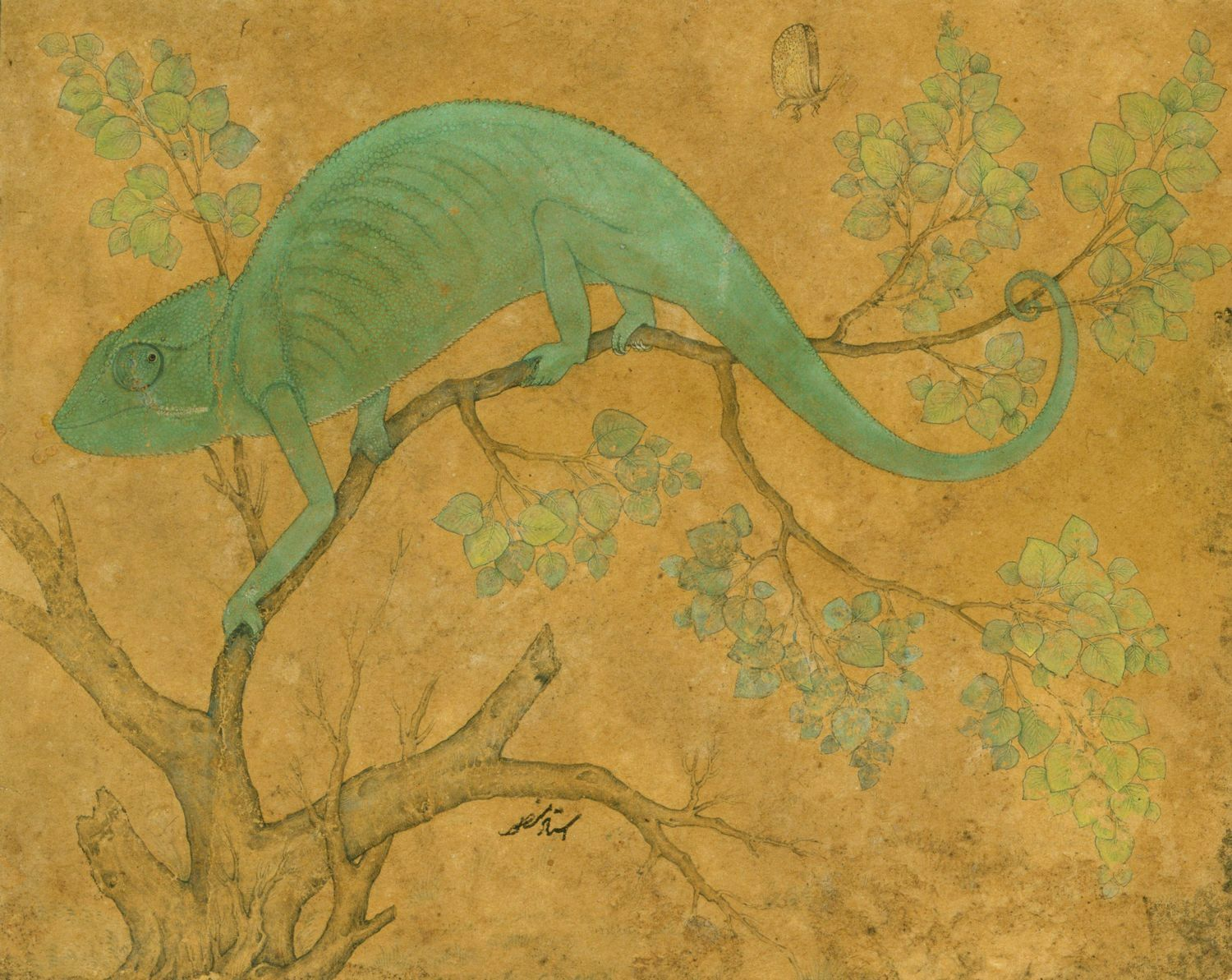
Caméléon. 1612. Windsor Castle